# HD 145085
HD 145085，又名BD+03 3132，SAO 121390、HR 6011，是一颗恒星，视星等为5.91，位于銀經15.17，銀緯37.28，其B1900.0坐标为赤經16h 3m 59.1s，赤緯+3° 37.28′ 8″。